# Fauteuil massant
 (novembre 2018).
Si vous disposez d'ouvrages ou d'articles de référence ou si vous connaissez des sites web de qualité traitant du thème abordé ici, merci de compléter l'article en donnant les références utiles à sa vérifiabilité et en les liant à la section « Notes et références ».

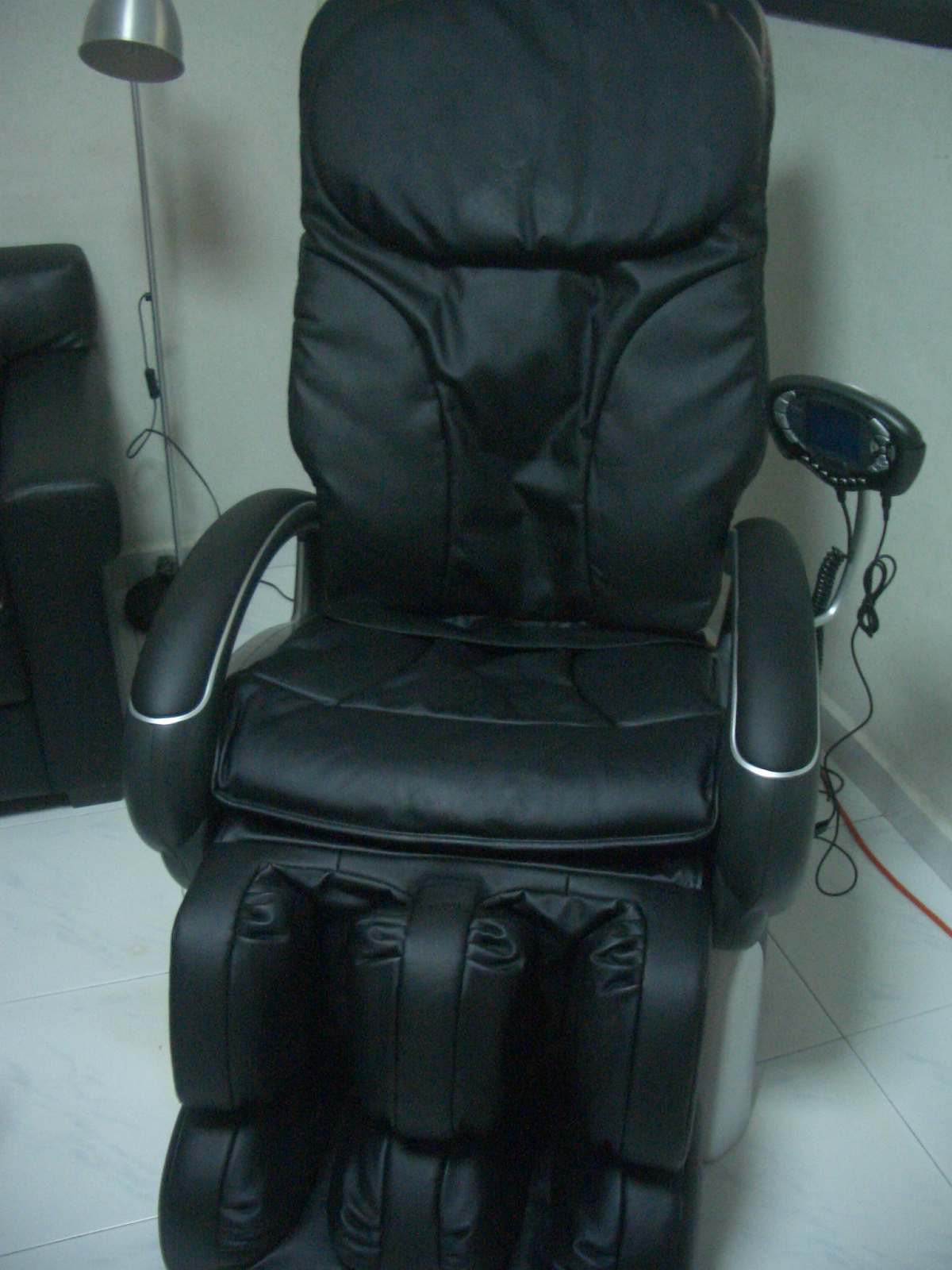
Un fauteuil massant

Un fauteuil massant est un fauteuil doté d'un système électrique de massage. Ce type de siège est populaire en Asie de l'Est et du Sud-Est et de plus en plus en Europe.

## Histoire
Nobuo Fujimoto avec sa société Fuji Iryōki (フジ医療器, lit. « équipements médicaux Fuji ») est le premier entrepreneur au monde à lancer la fabrication en série de fauteuils massants en 1954, au Japon.
Au Japon, en 2017, environ 10 % des ménages sont équipés d'un fauteuil de massage. On en voit également un peu partout dans l'espace public : salles de sport, établissements médicaux, aéroports ou encore hôtels. En 2017, Fuji Iryōki est toujours en tête des ventes de fauteuils massants dans les magasins d'électronique grand public.

## Technologies
Les fauteuils de massage de grandes marques utilisent différentes technologies telles que la détection de la morphologie, le body scan, l'adaptation du massage en fonction du rythme cardiaque, la détection de l'état de stress, le chauffage céramique dans les têtes de massage, la chaleur infrarouge, la position zéro gravité, le massage 3D, afin de mieux adapter le massage à son utilisateur. Ces options sont disponibles pour les fauteuils de massage des marques les plus haut de gamme possèdent des brevets mais qui augmentent considérablement le prix du fauteuil massant[réf. nécessaire].